# Гыжег (посёлок)
Гы́жег — поселок в Ленском районе Архангельской области. Входит в состав Козьминского сельского поселения.

## География
Находится в юго-восточной части Архангельской области на расстоянии 4 км на север от административного центра поселения села Козьмино на правобережье Вычегды.

## История
Здесь в 1950 году был образован Козьминский лесопункт Ленского леспромхоза. Началось строительство Козьминской узкоколейной железной дороги, в 1954 она была запущена. В 2006 году узкоколейка была разобрана.

## Население
| 2002 | 2010 | 2012 |
| ---- | ---- | ---- |
| 429  | ↘282 | ↗339 |

Численность населения: 430 человек (русские 88 %) в 2002 году, 282 в 2010.

## Инфраструктура
Личное подсобное хозяйство с зоной сельскохозяйственного использования, индивидуальная застройка усадебного типа.
Гыжекская школа. Дом культуры.

## Транспорт
Автобусное сообщение с райцентром. Остановка общественного транспорта «Гыжег». 